# Здравоохранение в Боливии
По ключевым показателям здравоохранение в Боливии занимает почти последнее место среди стран Западного полушария. Только Гаити набирает более низкие результаты. Уровень детской смертности в Боливии, составляющий 69 на 1000 новорождённых, является самым наихудшим в Южной Америке. Должное питание — постоянная проблема для многих боливийцев. По оценкам экспертов, 7 % боливийских детей в возрасте до пяти лет и 23 % всего населения страдают от недоедания. Еще один фактор здравоохранения в Боливии — санитария.

## Система здравоохранения
Система здравоохранения Боливии находится в процессе реформы, частично финансируемой международными организациями, такими как Всемирный банк. Число обученных врачей в Боливии за последние годы увеличилось вдвое и составило около 130 на 100 000 жителей, что соответствует региональным нормам. Текущие приоритеты включают предоставление базовых медицинских услуг большему количеству женщин и детей, расширение иммунизации и решение проблем диареи и туберкулеза, которые являются основными причинами смерти среди детей. В 2019 году Боливия запустила бесплатную Единую Систему Здравоохранения для обеспечения медицинского страхования боливийцев, которые ранее не имели страховки. Эта система была впервые предложена президентом Эво Моралесом во время его президентской кампании 2014 года.
В процентах от национального бюджета расходы Боливии на здравоохранение составляют 4,3 %, что также соответствует региональным нормам. Ежегодные расходы Боливии на душу населения в 145 долларов США ниже, чем в большинстве стран Южной Америки.

## Состояние здравоохранения

### Болезни
Боливийцы, проживающие в сельских районах, не имеют надлежащих санитарных и медицинских услуг, что делает многих беспомощными против все еще серьезных болезней, таких как малярия (в тропических районах) и болезнь Шагаса. Статистика показывает, что 20 % сельского населения Боливии имеет доступ к безопасной воде и санитарии.
К основным инфекционным заболеваниям с высокой степенью риска относятся:
- Пищевые или водные заболевания: бактериальная диарея, гепатит A и брюшной тиф.
- Трансмиссивные болезни: лихорадка денге, малярия и желтая лихорадка.
- Болезнь контакта с водой: лептоспироз (2009).

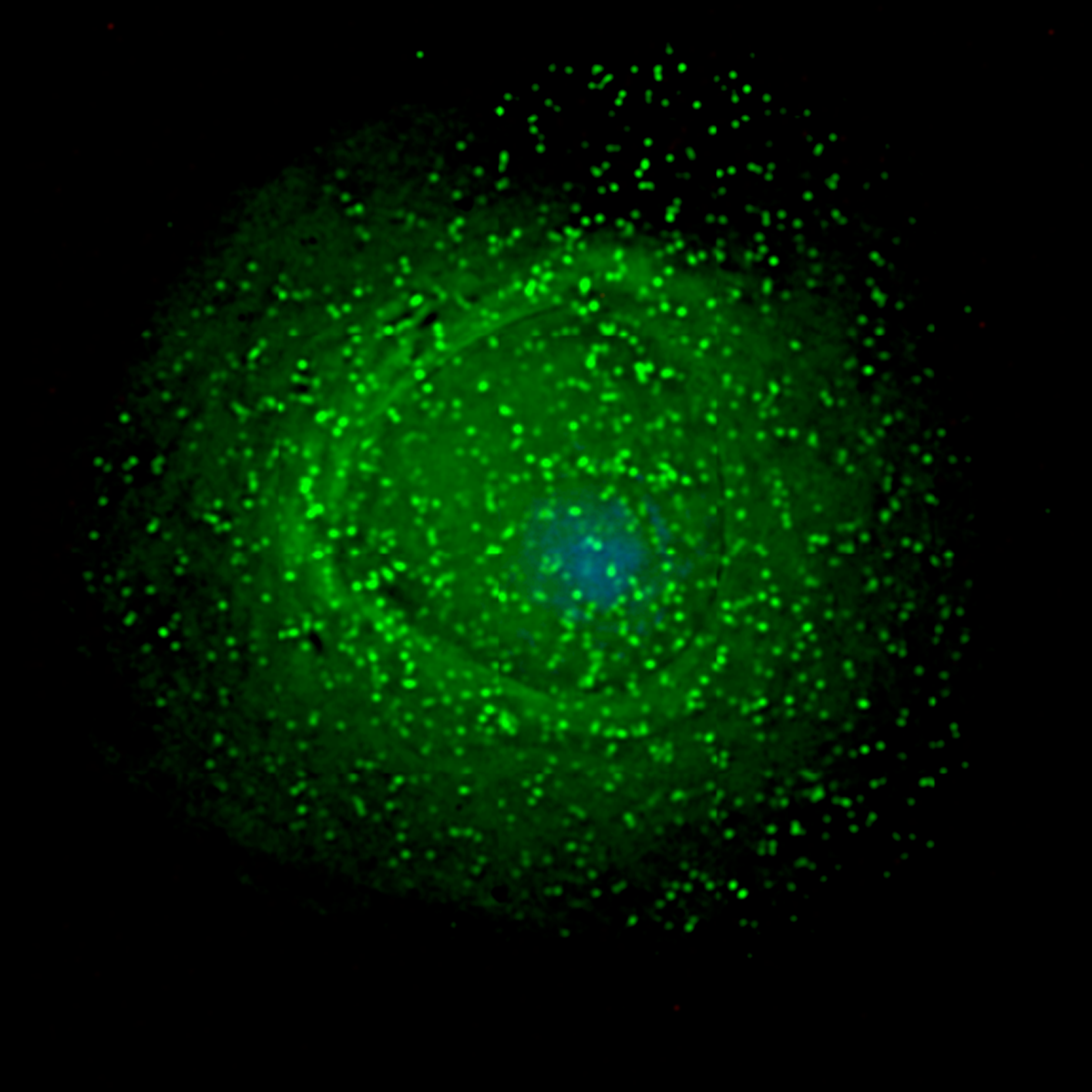
Частицы ВИЧ-1 собираются на поверхности инфицированного макрофага.

### ВИЧ/СПИД
ЮНЭЙДС, которая включила оценки неизвестных случаев, сообщила, что в 2005 году 7000 человек в Боливии были ВИЧ-инфицированы, но оценки сильно разнились от 3800 до 17000 человек.
Согласно отчету 2005 года, цитируемому ЮНЭЙДС, показатели распространенности ВИЧ в Боливии самые высокие среди MCM, уровень инфицирования которых составлял 15 % в Ла-Пасе и почти 24 % в Санта-Крус. Бездомные мальчики и девочки также оказываются уязвимыми для ВИЧ-инфекции. Недавнее исследование уличной молодежи в Кочабамбе показало, что 3,5 % были ВИЧ-инфицированы. Частично из-за государственного регулирования, которое требует от секс-работников регулярного посещения клиник по лечению заболеваний, передаваемых половым путем (ЗППП), для обследований, показатели ВИЧ среди секс-работников остаются низкими. Образцы из других стран региона позволяют предположить, что боливийские секс-работники могут быть еще одной группой риска по ВИЧ/СПИДу.

### Ожирение
Ожирение — это растущая проблема для здоровья. 20,2 % боливийцев страдают ожирением.

### Кокаин
В разделе страноведческих исследований Боливии, опубликованном Федеральным Исследовательским Отделом Библиотеки Конгресса США, упоминается следующее:

Бурно развивающаяся кокаиновая промышленность Боливии также порождает серьезные проблемы со здоровьем у боливийской молодежи. В 80-е годы Боливия стала страной-потребителем наркотиков, а также основным экспортером кокаина. Пристрастие к кокаиновой пасте, побочному продукту кокаина в виде сигареты под названием «питилло», быстро распространялось среди городской молодежи. Питилло были в изобилии доступны в школах и на общественных собраниях. Другие молодые люди, которые работали топтателями листьев коки (pisadores), танцуя всю ночь на керосине и пропитанных кислотой листьях, также часто становились зависимыми. Наркоман питилло страдал от серьезных физических и психологических побочных эффектов, вызванных высокотоксичными примесями, содержащимися в нерафинированной пасте коки. Статистические данные о зависимости от кока-пасты отсутствовали, а наркологические центры практически отсутствовали.

### Недоедание
Недоедание широко распространено в Боливии, поскольку Боливия является второй после Гаити беднейшей страной в Западном полушарии, и ее население на две трети ниже установленного Всемирным банком показателя бедности в 2 доллара в день. На сегодняшний день значительная часть иностранной продовольственной помощи предоставляется Боливии, включая инициативы USAID, FHI (Food Health International) и Global Food for Education Initiative. Эта иностранная продовольственная помощь предлагает значительный запас продуктов питания для бедных семей в Боливии, в основном это пшеничное зерно, которое содержит ограниченные питательную ценность.
В Боливии руководством FHI были предприняты инициативы по реализации двух программ, направленных конкретно на здравоохранение и продовольственную безопасность, а также на интенсификацию сельского хозяйства и увеличение доходов. Хотя эти две программы имеют одну и ту же инициативу по улучшению здоровья боливийцев, они фактически конкурируют друг с другом. Это связано с их разными приоритетами: группа здравоохранения и продовольственной безопасности придерживается более здорового питания для населения, в то время как сельскохозяйственная группа работает над повышением повышение товарности сельскохозяйственных культур. В результате эти две программы начали разворачивать политику продовольственной помощи в противоположных направлениях.
Это еще раз подчеркивается тем, что высокопитательная киноа была целью и основным направлением экспорта в развитые страны, что стимулировало экономическое развитие Боливии. Это вызвало рост спроса на киноа у местных жителей, и в результате они стали редко употреблять её, хотя подавляющее большинство знает о ее превосходной пищевой ценности.

### Отравление свинцом
В 2015 году Боливийский институт пищевых технологий (ITA) выявил, что содержание свинца в поваренной соли было примерно на 400 % выше допустимого максимума в соответствии с боливийскими стандартами на пищевые продукты, который составляет 2 мкг / г. В этом исследовании были проанализированы 23 наиболее широко потребляемые марки поваренной соли, и было определено, что содержание свинца составляет от 7,23 мкг/г до 9,48 мкг/г. Поскольку поваренная соль является наиболее широко используемой пищевой добавкой, существует вероятность хронического отравления свинцом всего населения.

### Охрана здоровья матери и ребенка
В 2010 году коэффициент материнской смертности на 100 000 рождений в Боливии составил 180. Для сравнения: в 2008 году он составлял 180,2, а в 1990 году — 439,3. Коэффициент смертности детей в возрасте до 5 лет на 1 000 рождений составляет 54, а процентная доля неонатальной смертности от смертности детей в возрасте до 5 лет составляет 43. В Боливии число акушерок на 1000 живорождений составляет 11, а риск смерти для беременных на протяжении всей жизни составляет 1 из 150.